# 凡特姆角
凡特姆角（英語：Phantom Point），是南極洲的海岬，位於葛拉漢地的盧貝海岸，處於尚蒂角以西2.8公里的達貝爾灣，由英國探險隊繪入地圖，現時由南極條約體系管理。